# Hesenský zemský sněm
Hesenský zemský sněm (německy Hessischer Landtag) je zemský sněm v Hesensku, jedné ze spolkových zemí Německa. Zasedá ve Wiesbadenském městském paláci ve Wiesbadenu a má 110 členů volených na pět let.Byl zřízen po konci druhé světové války v roce 1946 podle Ústavy Hesenska a jeho předchůdcem za Výmarské republiky byl Zemský sněm lidového státu Hesensko.
Po volbách v roce 2013 jsou nejzastoupenějšími stranami ve sněmu Křesťanskodemokratická unie (CDU, 47 mandátů) a Sociálnědemokratická strana Německa (SPD, 37 mandátů). Kromě nich jsou ve sněmu zastoupeni také Zelení, Levice a Svobodná demokratická strana.